# Búrány Zoltán
Búrány Zoltán (Zenta, Jugoszlávia, ma: Szerbia, 1989. július 26. –) magyar labdarúgó, a Vác középpályása.

## Pályafutása

### Klubcsapatokban
2008 nyarán került a Diósgyőri VTK-hoz a Tisza Volán Szeged csapatától. Kezdőként először Sisa Tibor edzősködése alatt kapott lehetőséget.
2010 nyarán került a Szolnoki MÁV-hoz, majd egy év után továbbállt, és a Haladáshoz igazolt. Két évre írt alá a szombathelyi klubhoz.

### Válogatottban
Szerepelt az utánpótlás válogatottban.